# 17086 Ruima
A 17086 Ruima (ideiglenes jelöléssel 1999 JH18) a Naprendszer kisbolygóövében található aszteroida. A LINEAR projekt keretében fedezték fel 1999. május 10-én.